# Theretra
Theretra ist eine Gattung innerhalb der Schmetterlingsfamilie der Schwärmer (Sphingidae).

## Merkmale
Die Labialpalpen der Falter sind weich beschuppt, das erste Segment besitzt an der Spitze außenseitig eine Aushöhlung, die durch die Beschuppung begrenzt wird. Innenseitig ist die Beschuppung des ersten Segments ähnlich der Gattung Hippotion normal ausgebildet, das zweite Segment trägt aber auf der Spitze einen Büschel aus nach innen gerichteten Schuppen. Die Fühler sind bei beiden Geschlechtern stabförmig und lang, das letzte Segment ist kurz. Die Tibien der Hinterbeine tragen zwei Paar Sporne, die innenseitigen sind länger, als die außen. Wie bei der Gattung Hippotion sind die Flügel und der Hinterleib langgestreckt.
Die glatten Eier sind meist kugelförmig und glänzen grün oder weißlich.
Die Raupen sehen denen der Gattung Hippotion ähnlich. Ihr Kopf ist klein und abgerundet, der Körper verjüngt sich nach vorne, das erste und zweite Hinterleibssegment, auf denen Augenflecken sitzen, stellt die breiteste Stelle dar. Der übrige Körper ist zylindrisch. Das kurze bis mittellange Analhorn ist aufrecht. Die Raupen besitzen an den Seiten des Körpers eine Längslinie in der sich zahlreiche Augenflecke befinden können.
Die Puppen sind denen der Gattung Hippotion ebenso sehr ähnlich. Der Saugrüssel ist mit dem Körper der Puppe verbunden, ist aber in einem Bogen nach vorne gerichtet. Er ist gekielt und seitlich abgeflacht. Hinter den Stigmen befinden sich fast immer Erhebungen. Der Kremaster ist lang und spitz zulaufend und besitzt keine seitlichen Stacheln.

## Lebensweise

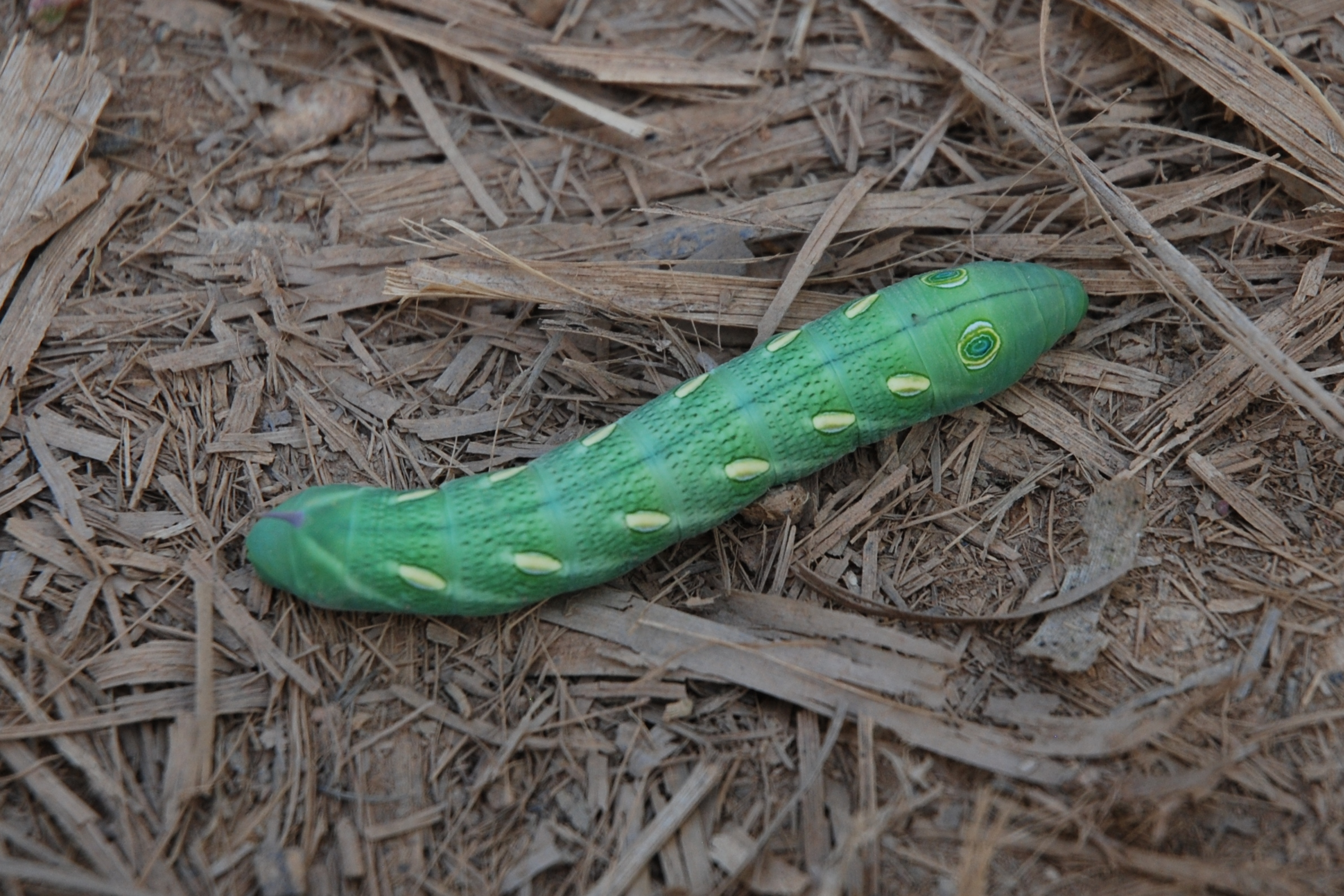
Raupe der Theretra pallicosta

Die Raupen ernähren sich hauptsächlich von krautigen Pflanzen und Ranken aus den Familien der Weinrebengewächse (Vitaceae), Aronstabgewächse (Araceae), Nachtkerzengewächse (Onagraceae), Weiderichgewächse (Lythraceae), Rötegewächse (Rubiaceae) und Rosenapfelgewächse (Dilleniaceae).

## Systematik
Die Gattung ist in der Orientalis und in Australasien verbreitet. Manche Arten leben auch in Teilen der südlichen Paläarktis und der Afrotropis. Zwei Arten kommen in Europa vor. Die Gattung ist sehr nahe mit der Gattung Hippotion verwandt. Es sind derzeit 69 Arten bekannt:
- Theretra acuta Vaglia & Liyous, 2010
- Theretra alecto (Linnaeus, 1758)
- Theretra alorica Eitschberger, 2010
- Theretra arfakmontensis Eitschberger, 2010
- Theretra baliensis Eitschberger, 2010
- Theretra boisduvalii (Bugnion, 1839)
- Theretra cajus (Cramer, 1777)
- Theretra capensis (Linnaeus, 1764)
- Theretra castanea (Moore, 1872)
- Theretra catherinae Vaglia & Kitching, 2010
- Theretra celata (Butler, 1877)
- Theretra clotho (Drury, 1773)
- Theretra detonnancourorum Haxaire, [2014]
- Theretra dominikae Melichar & Řezáč, [2014]
- Theretra floresica Eitschberger, 2010
- Theretra gala Cadiou, 1999
- Theretra gnoma (Fabricius, 1775)
- Theretra griseomarginata (Hampson, 1898)
- Theretra halimuni Eitschberger, 2010
- Theretra hausmanni Eitschberger, 2000
- Theretra improvisa Darge, 2006
- Theretra incarnata Rothschild & Jordan, 1903
- Theretra indistincta (Butler, 1877)
- Theretra inornata (Walker, 1865)
- Theretra insignis (Butler, 1882)
- Theretra insularis (Swinhoe, 1892)
- Theretra japonica (Boisduval, 1869)
- Theretra jugurtha (Boisduval, 1875)
- Theretra kuehni Rothschild, 1900
- Theretra latreillii (W. S. Macleay, 1826)
- Theretra lifuensis Rothschild, 1894
- Theretra lomblenica Eitschberger, 2010
- Theretra lombokensis Eitschberger, 2010
- Theretra lycetus (Cramer, 1775)
- Theretra manilae Clark, 1922
- Theretra mansoni Clark, 1924
- Theretra maranguensis Darge, 2012
- Theretra margarita (Kirby, 1877)
- Theretra molops Jordan, 1926
- Theretra monteironis (Butler, 1882)
- Theretra mothironi Haxaire & Melichar, 2012
- Theretra muricolor Jordan, 1926
- Theretra natashae Cadiou, 1995
- Theretra nessus (Drury, 1773)
- Theretra oldenlandiae (Fabricius, 1775)
- Theretra orpheus (Herrich-Schaffer, 1854)
- Theretra pallicosta (Walker, 1856)
- Theretra pantarica Eitschberger, 2010
- Theretra perkeo Rothschild & Jordan, 1903
- Theretra polistratus Rothschild, 1904
- Theretra queenslandi (Lucas, 1891)
- Theretra radiosa Rothschild & Jordan, 1916
- Theretra rezaci Haxaire & Melichar, 2012
- Theretra rhesus (Boisduval, [1875])
- Theretra silhetensis (Walker, 1856)
- Theretra suffusa (Walker, 1856)
- Theretra sugii Cadiou, 1995
- Theretra sumatrensis (Joicey & Kaye, 1917)
- Theretra sumbaensis Eitschberger, 2010
- Theretra tabibulensis Lachlan, 2009
- Theretra tessmanni Gehlen, 1927
- Theretra tibetiana Vaglia & Haxaire, 2010
- Theretra timorensis Eitschberger, 2010
- Theretra tomasi Haxaire & Melichar, 2008
- Theretra tryoni (Miskin, 1891)
- Theretra turneri (Lucas, 1891)
- Theretra ugandae Clark, 1923
- Theretra viridis Basquin, 1992
- Theretra wetanensis Eitschberger, 2010

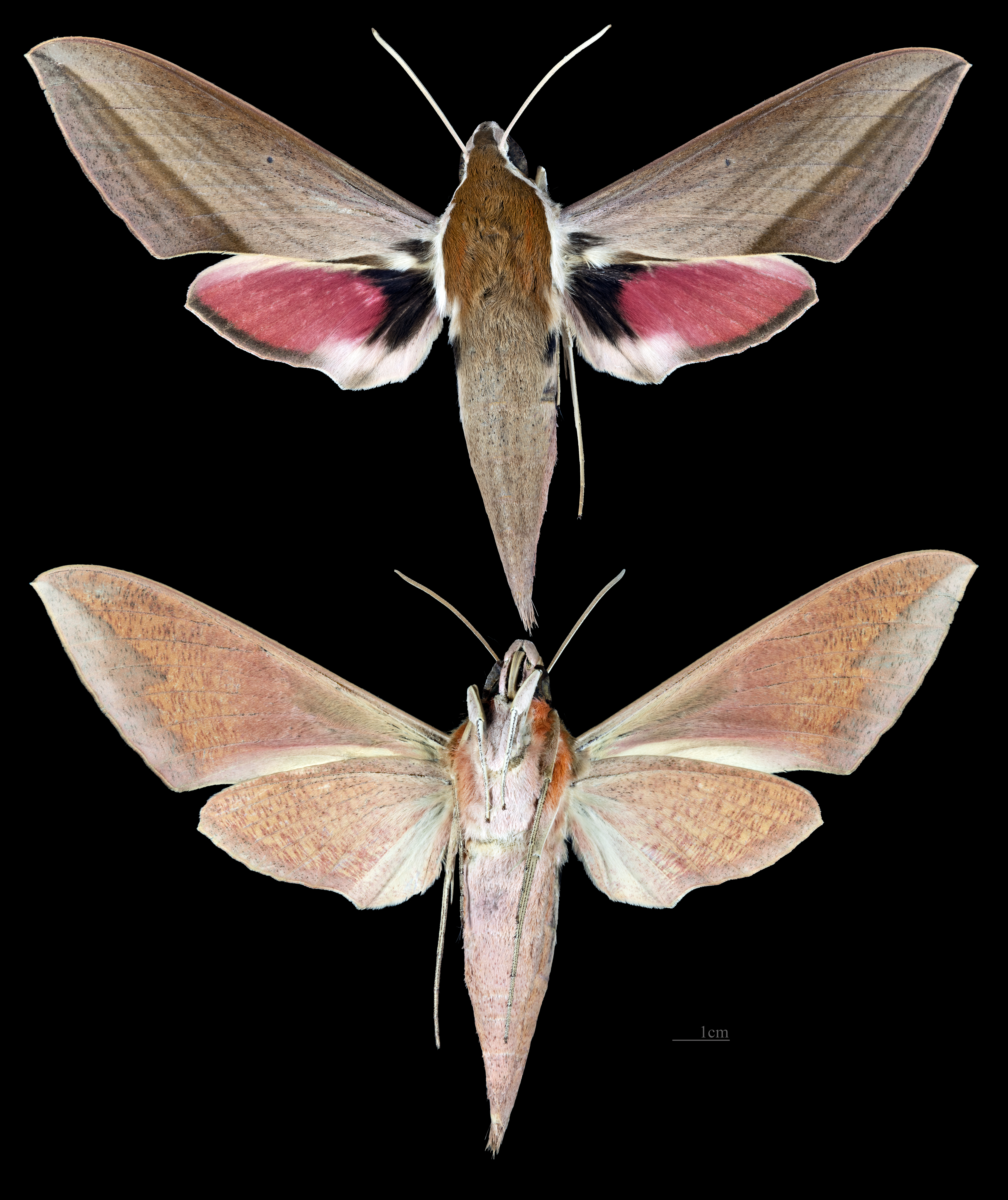
Theretra alecto
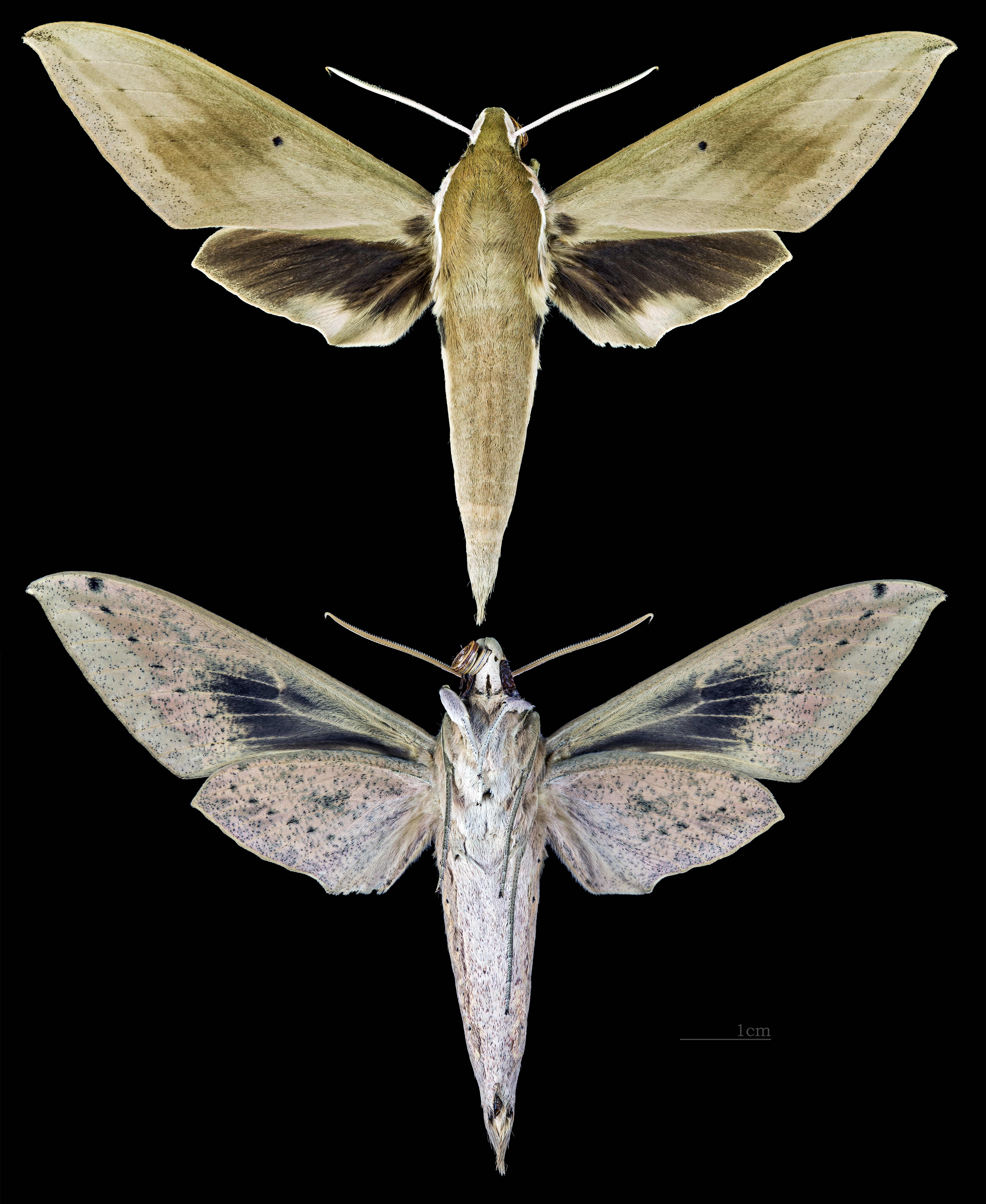
Theretra boisduvalii
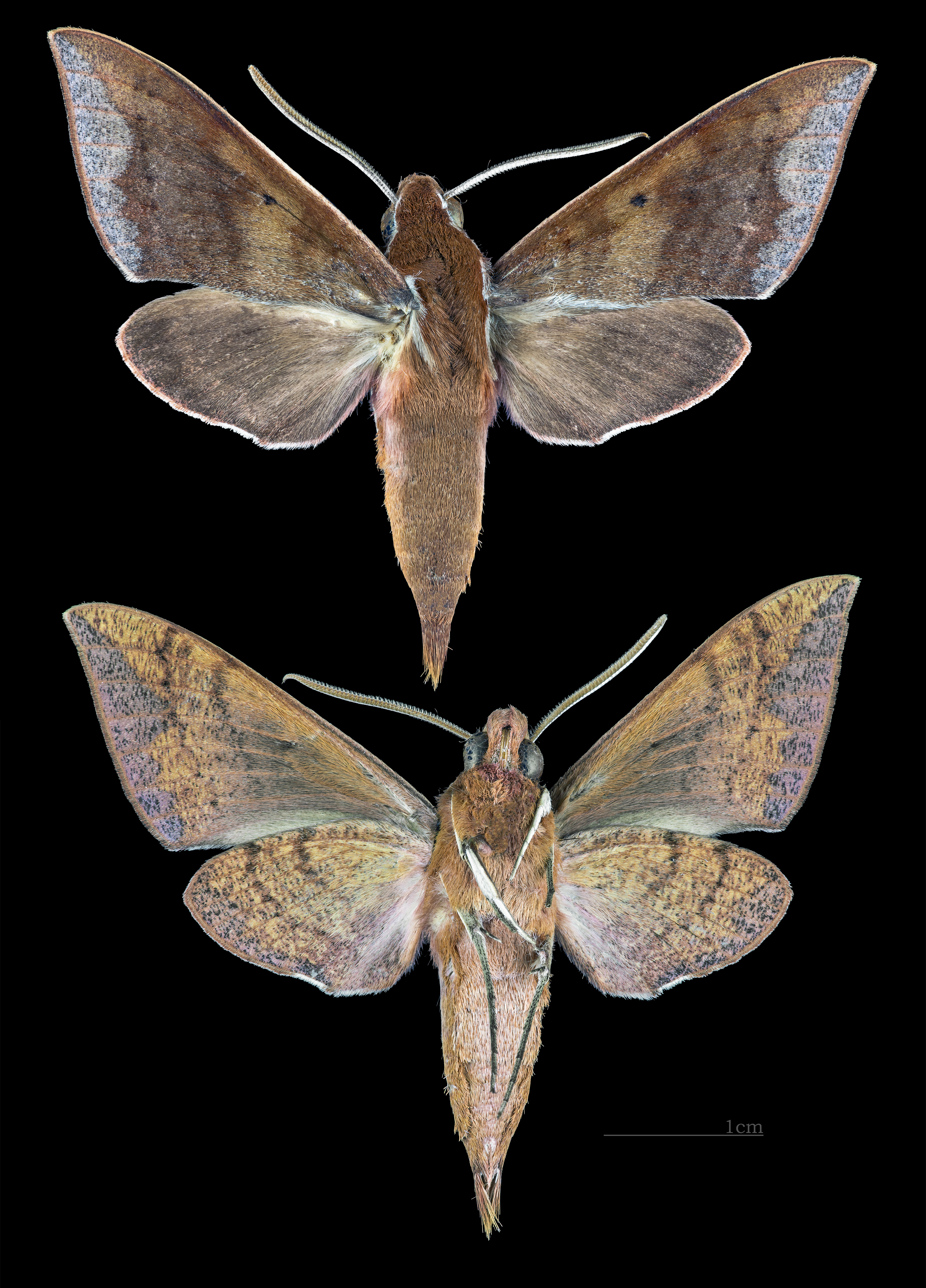
Theretra castanea
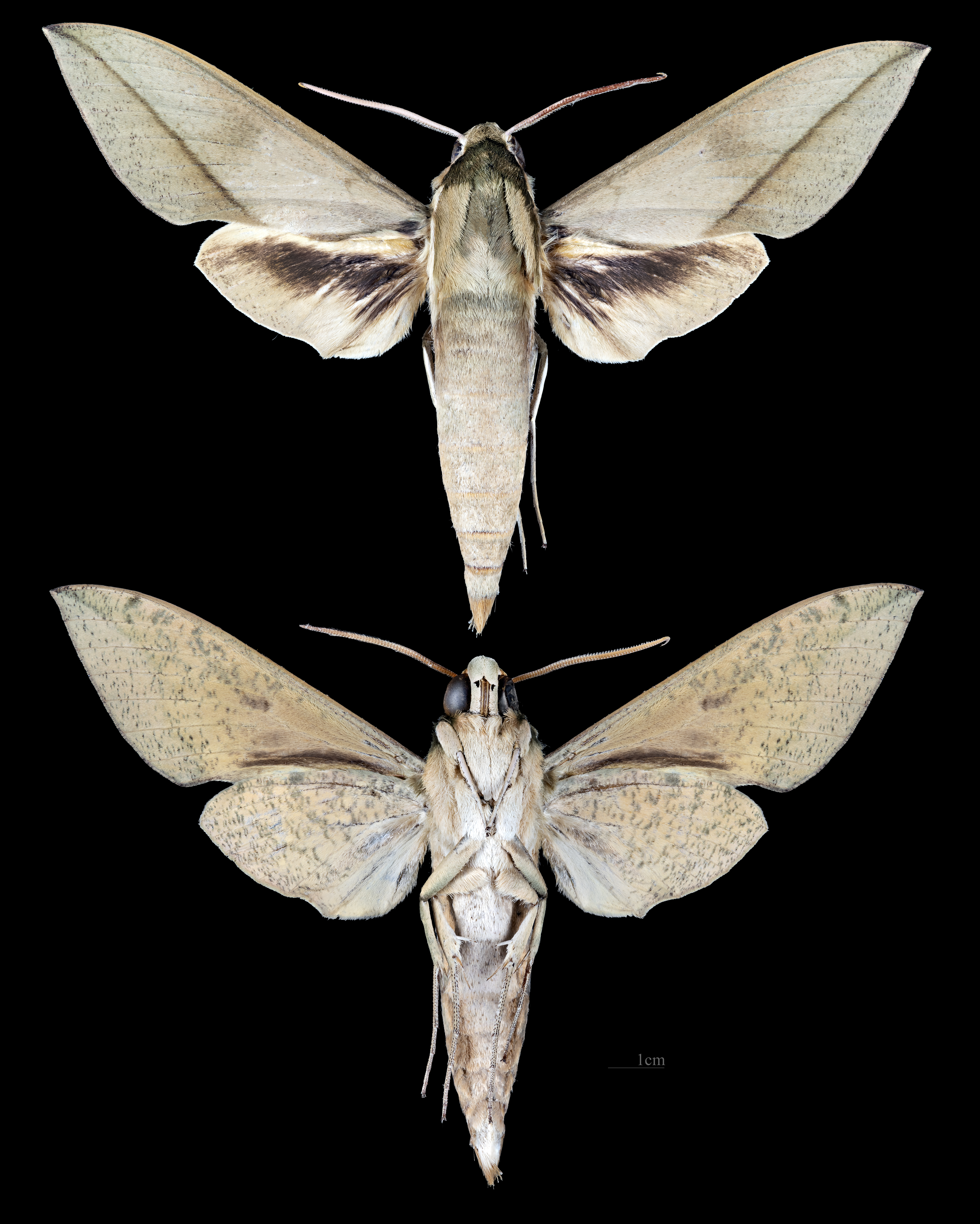
Theretra celata
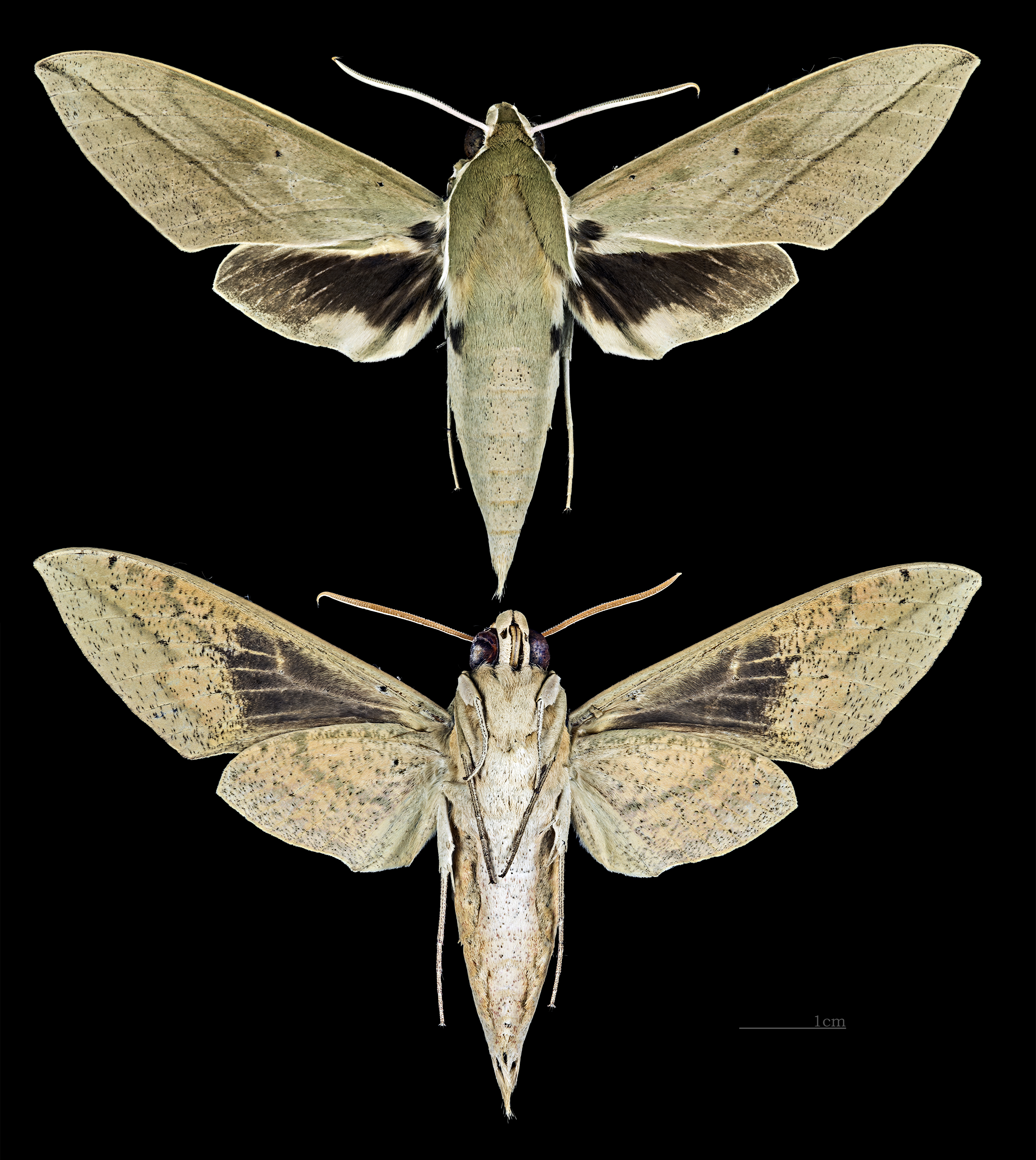
Theretra clotho
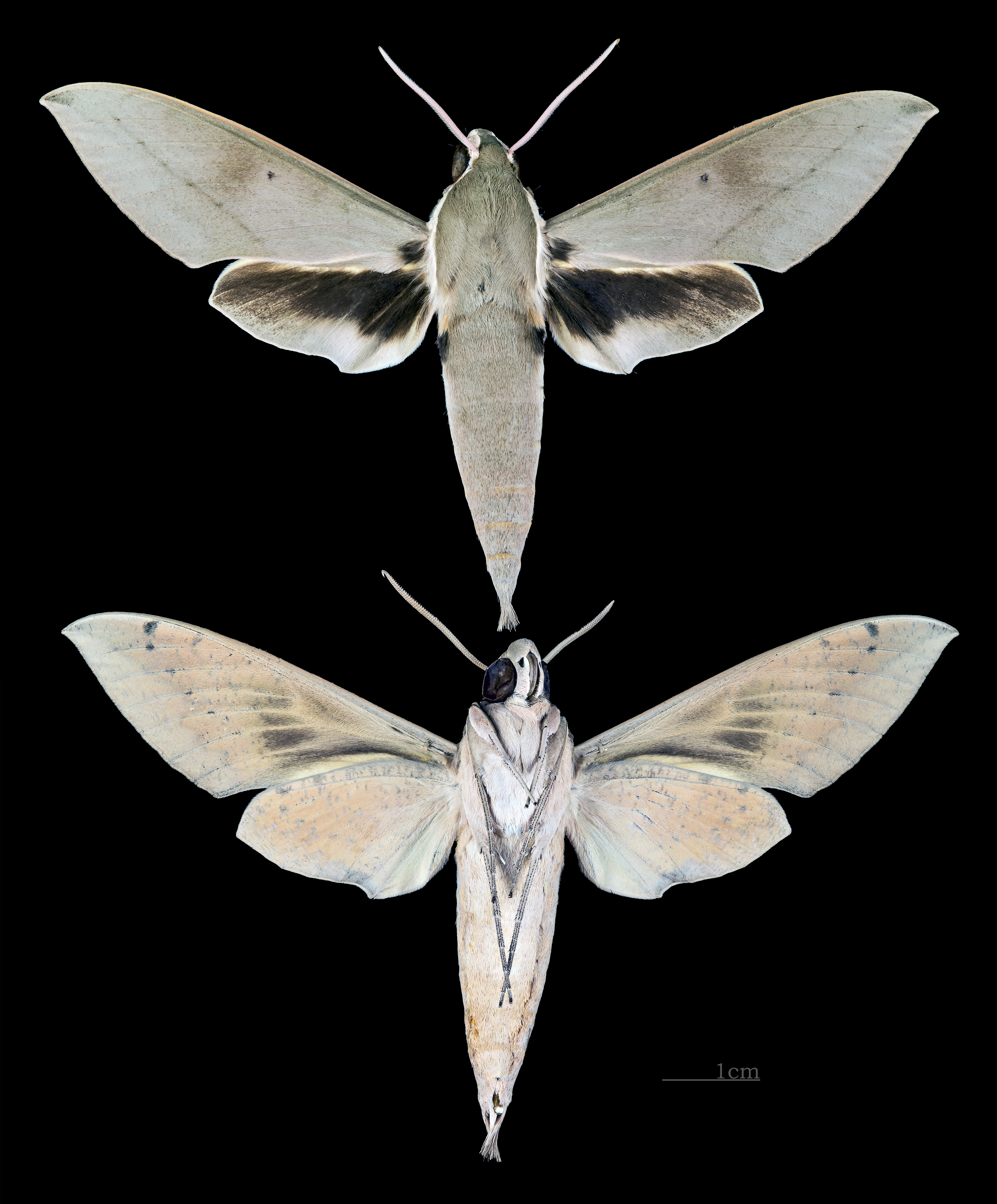
Theretra gnoma
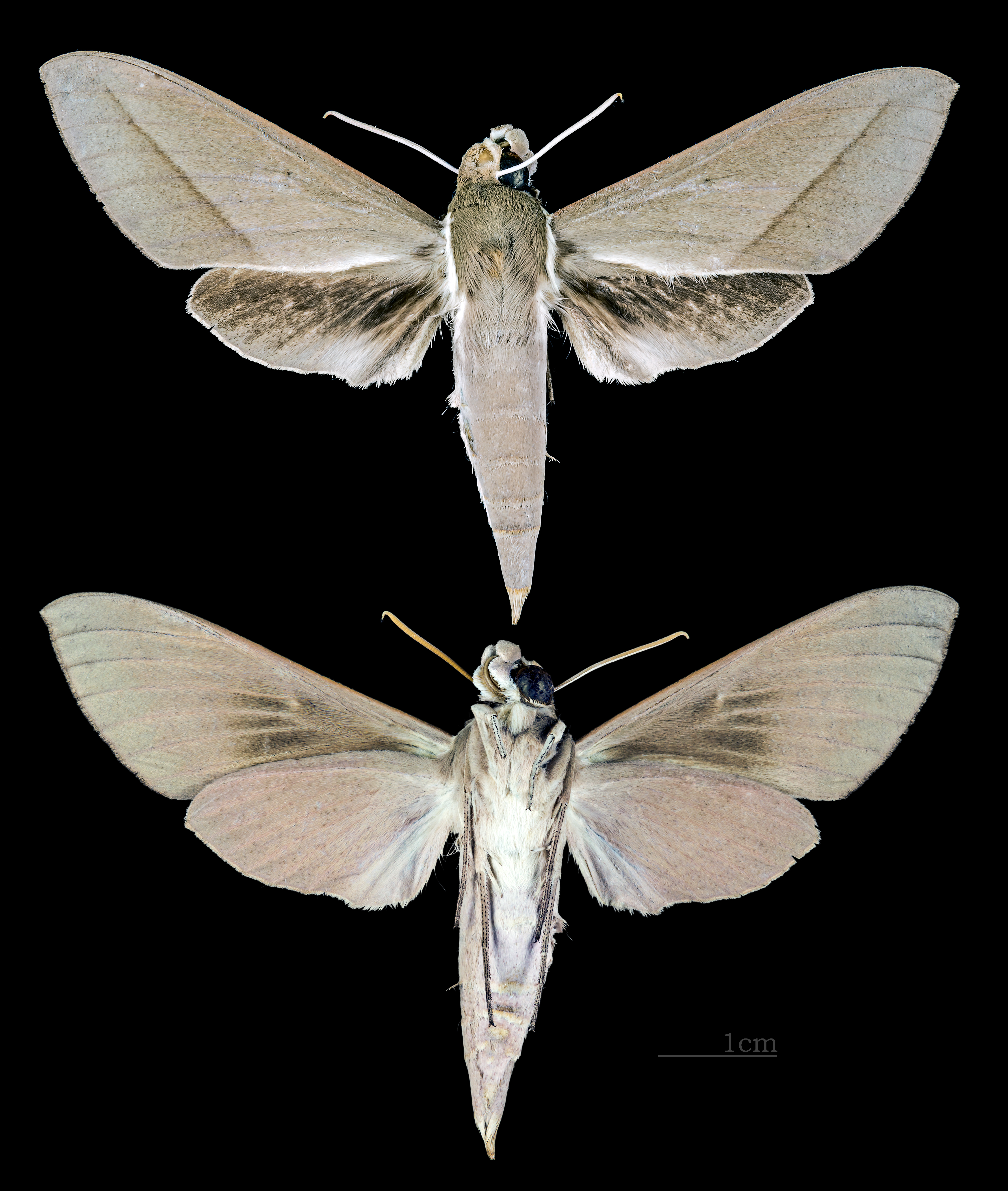
Theretra incarnata
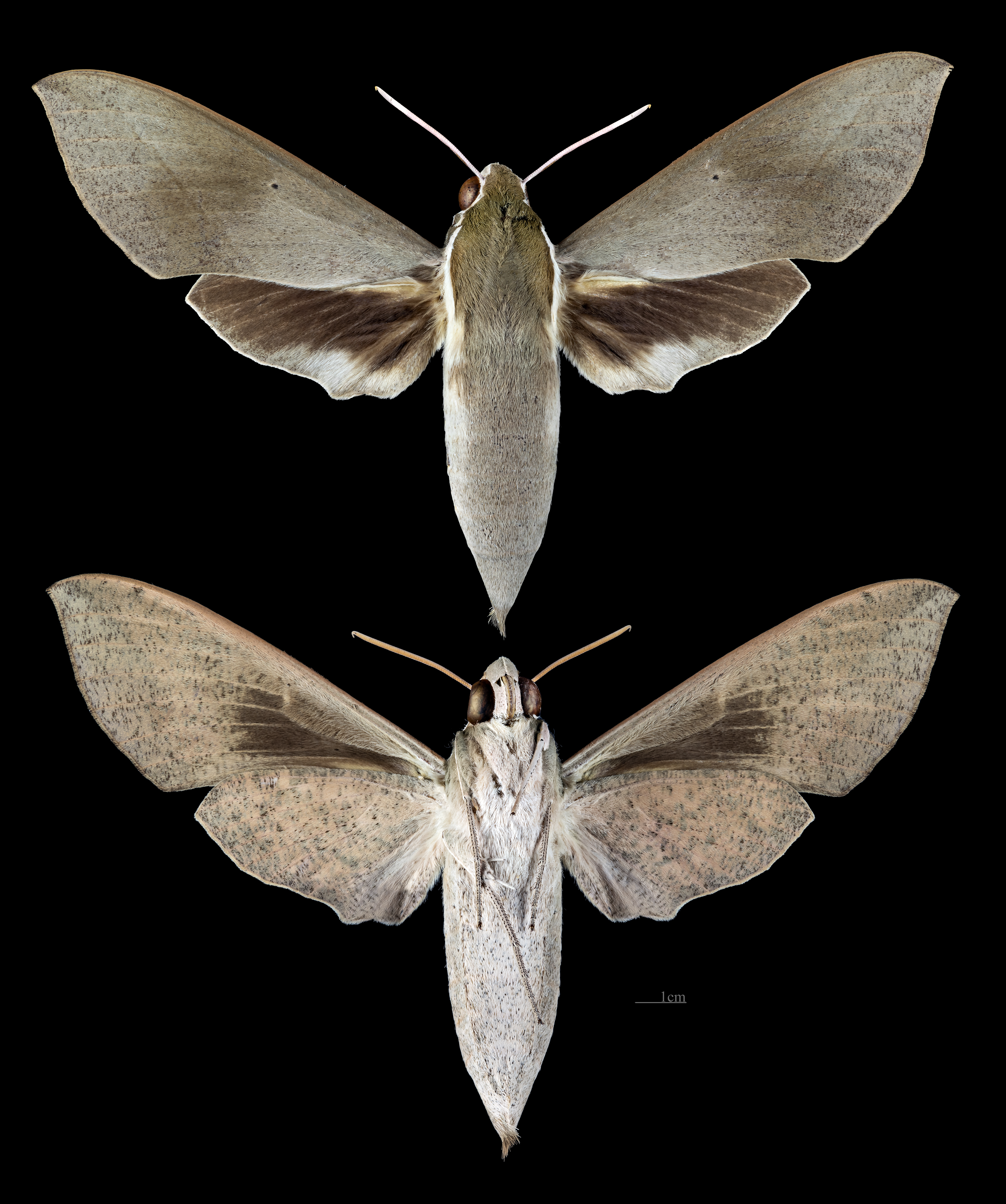
Theretra indistincta
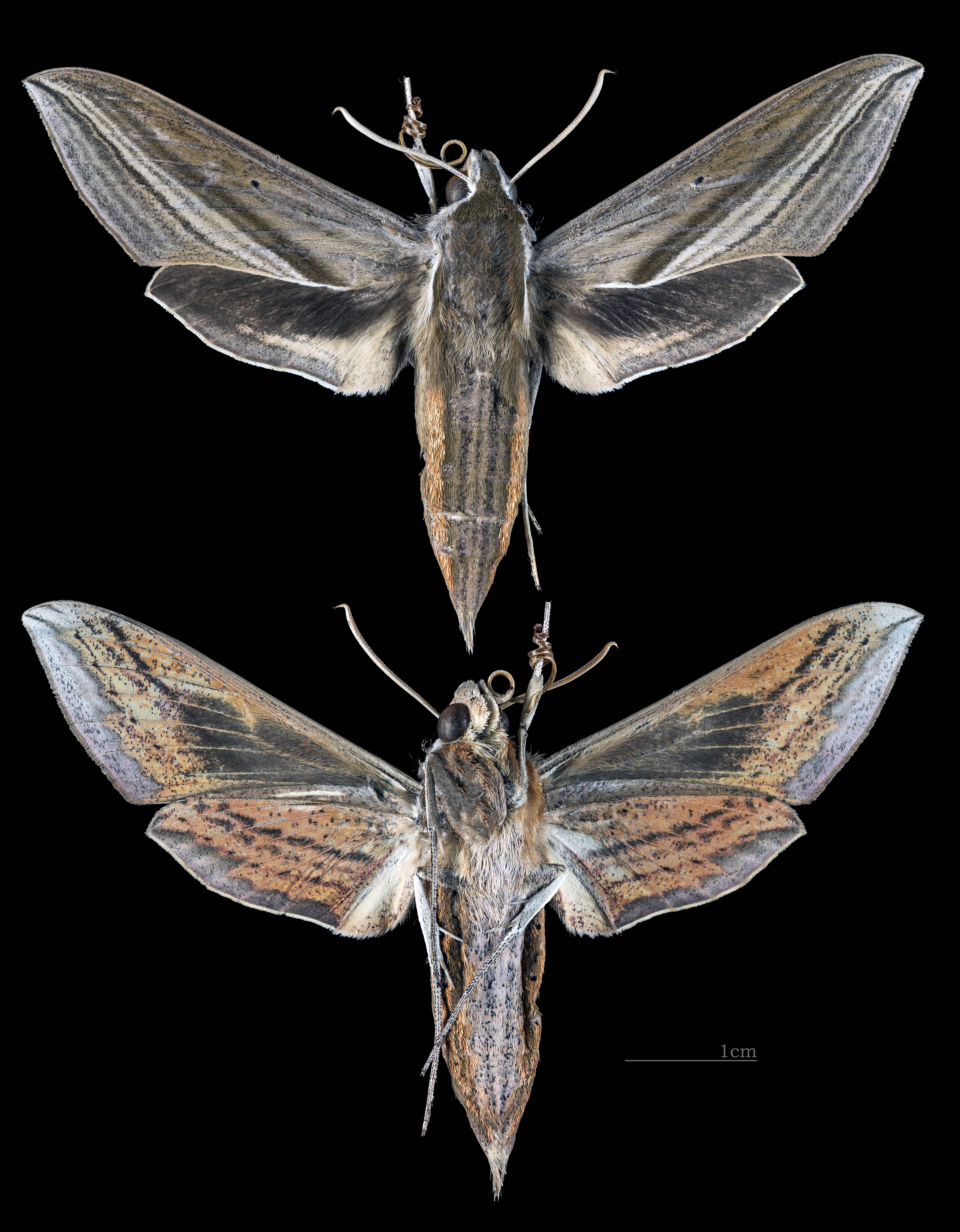
Theretra japonica
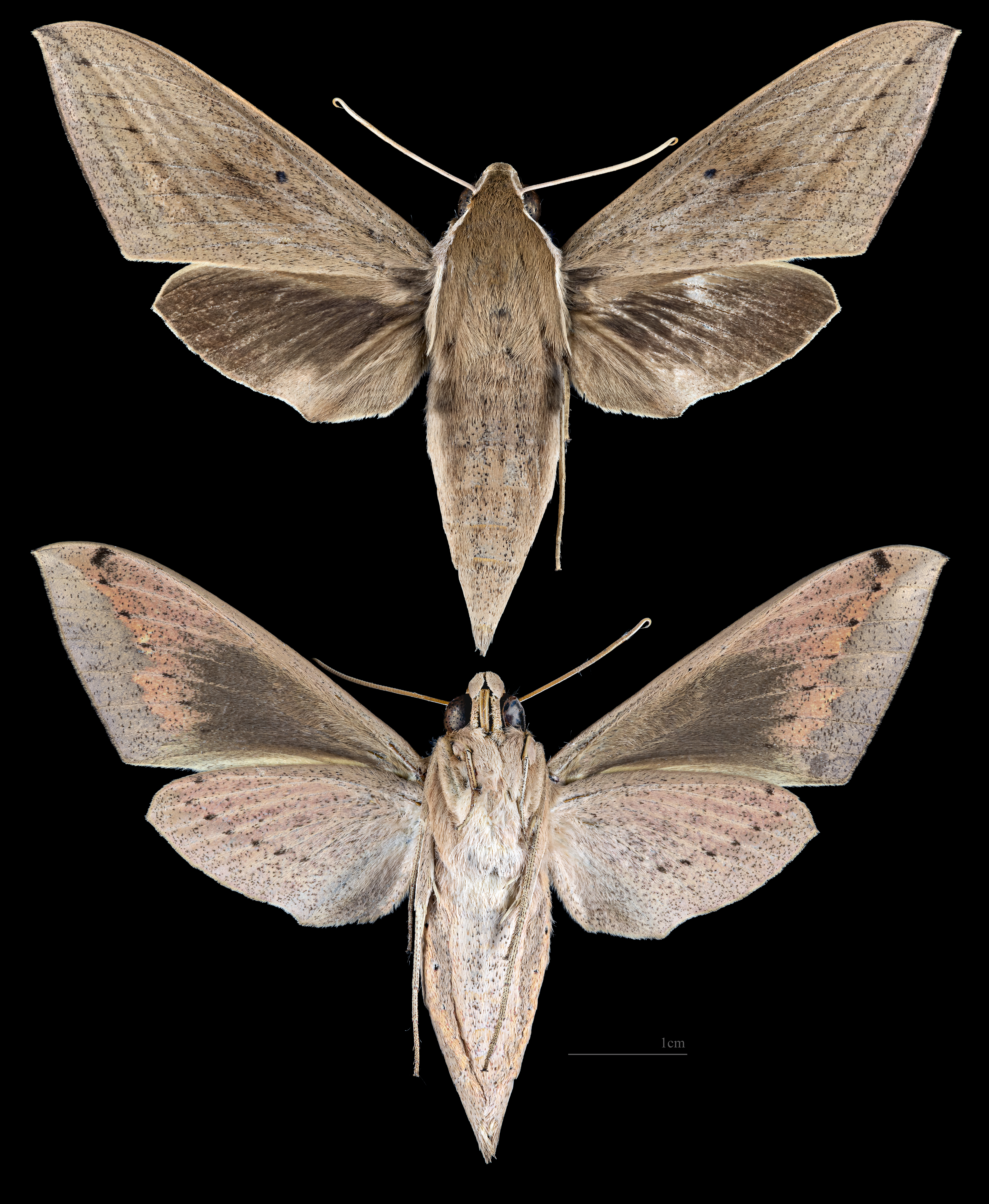
Theretra latreillii
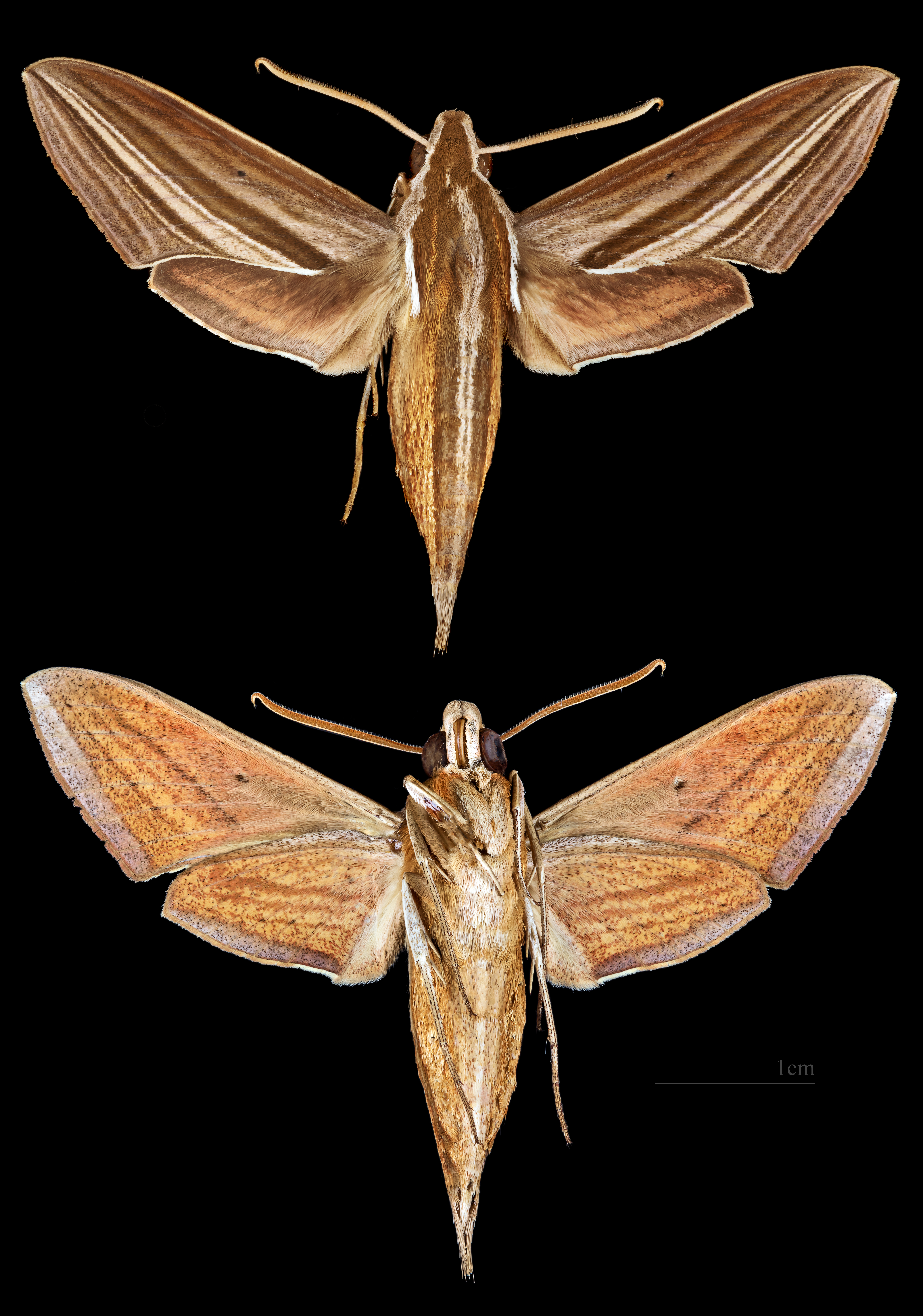
Theretra lycetus
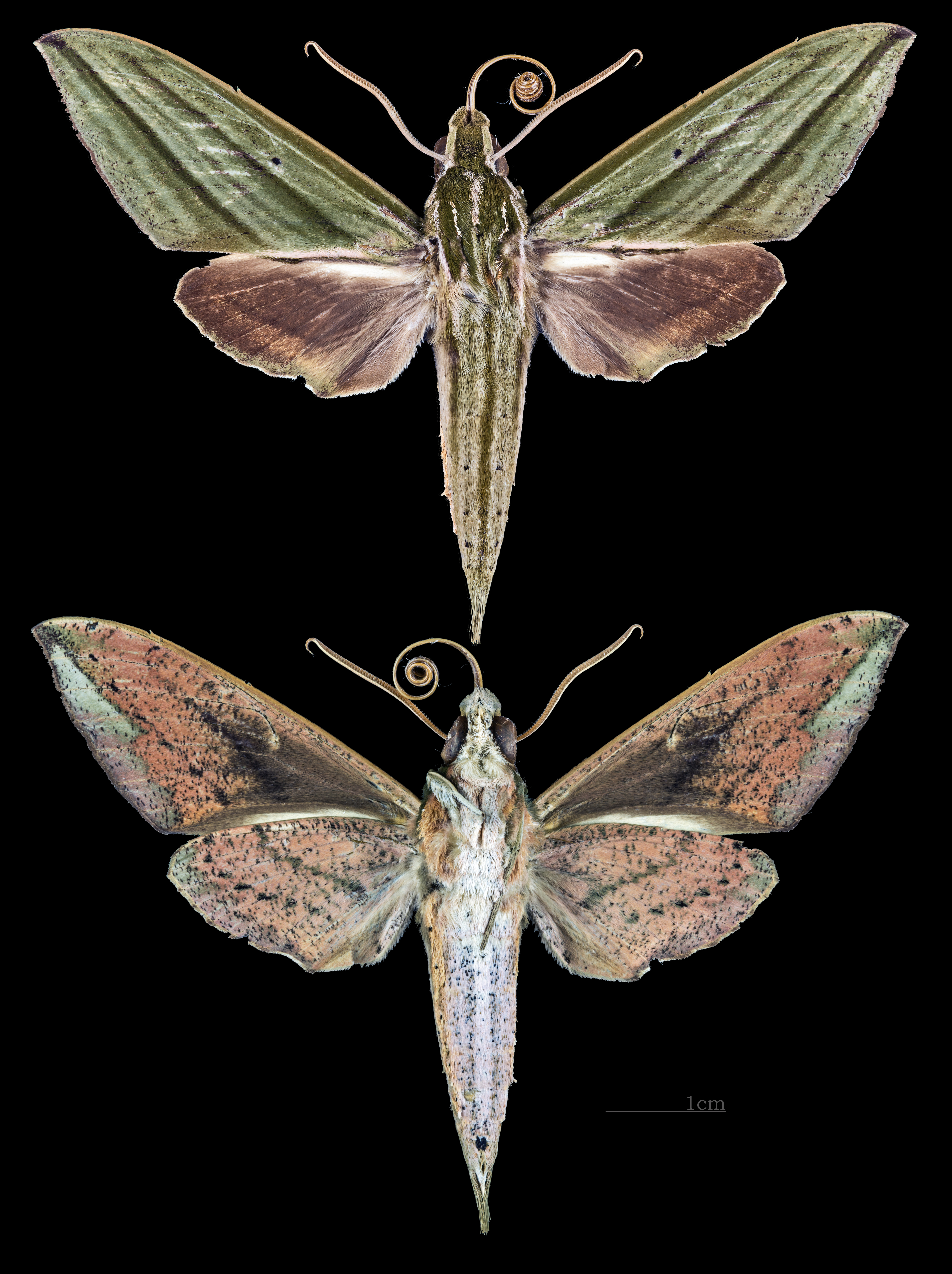
Theretra manilae
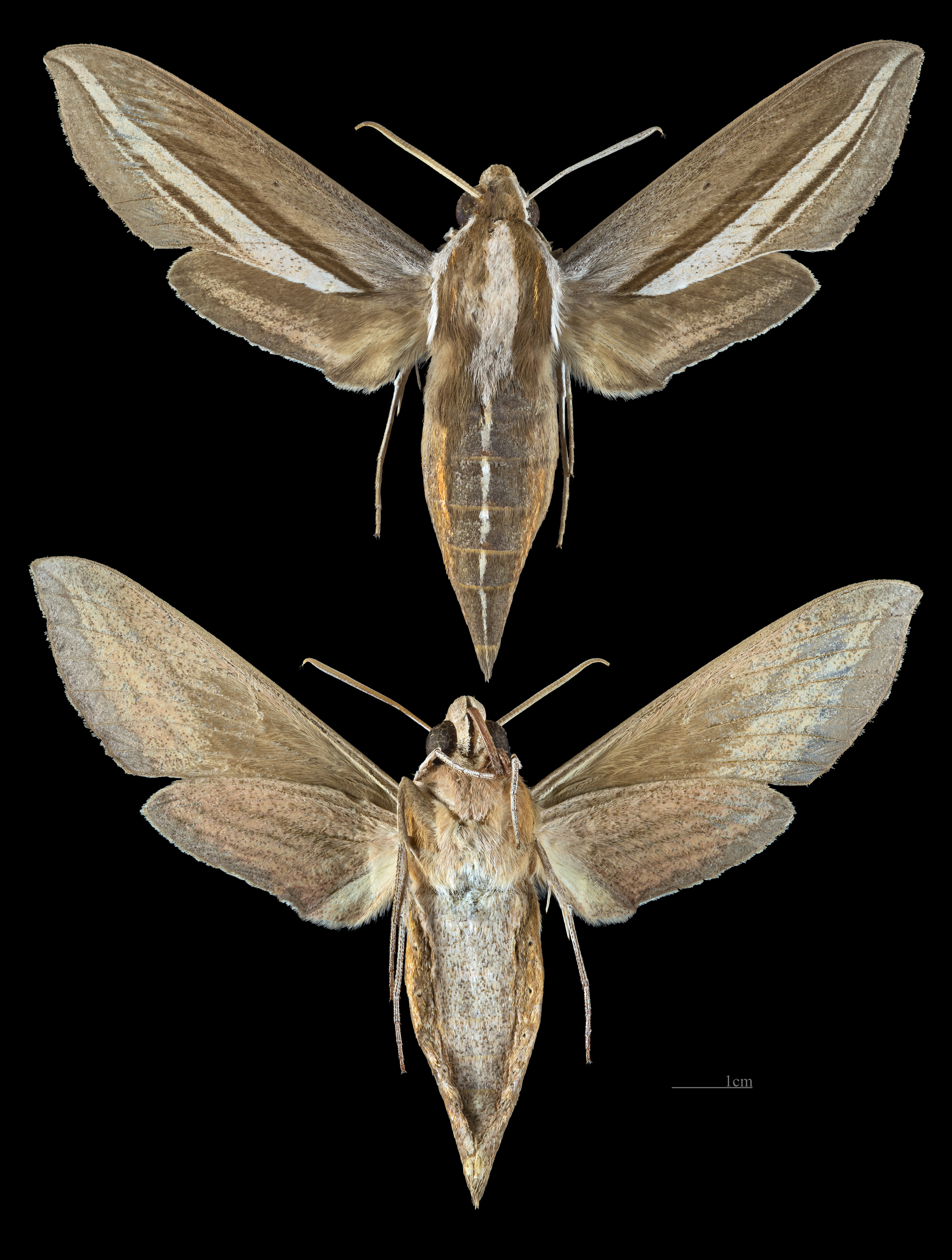
Theretra margarita
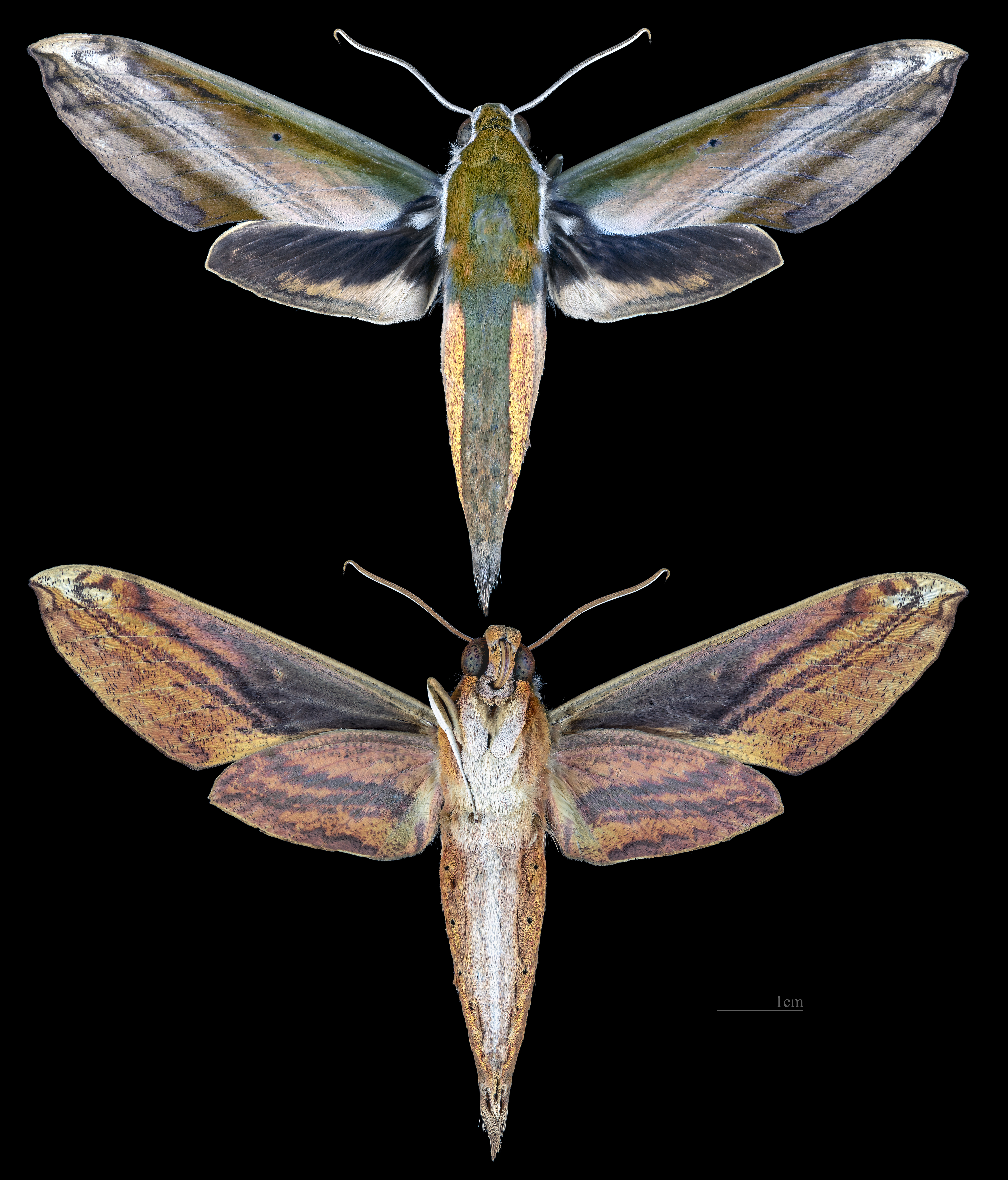
Theretra nessus
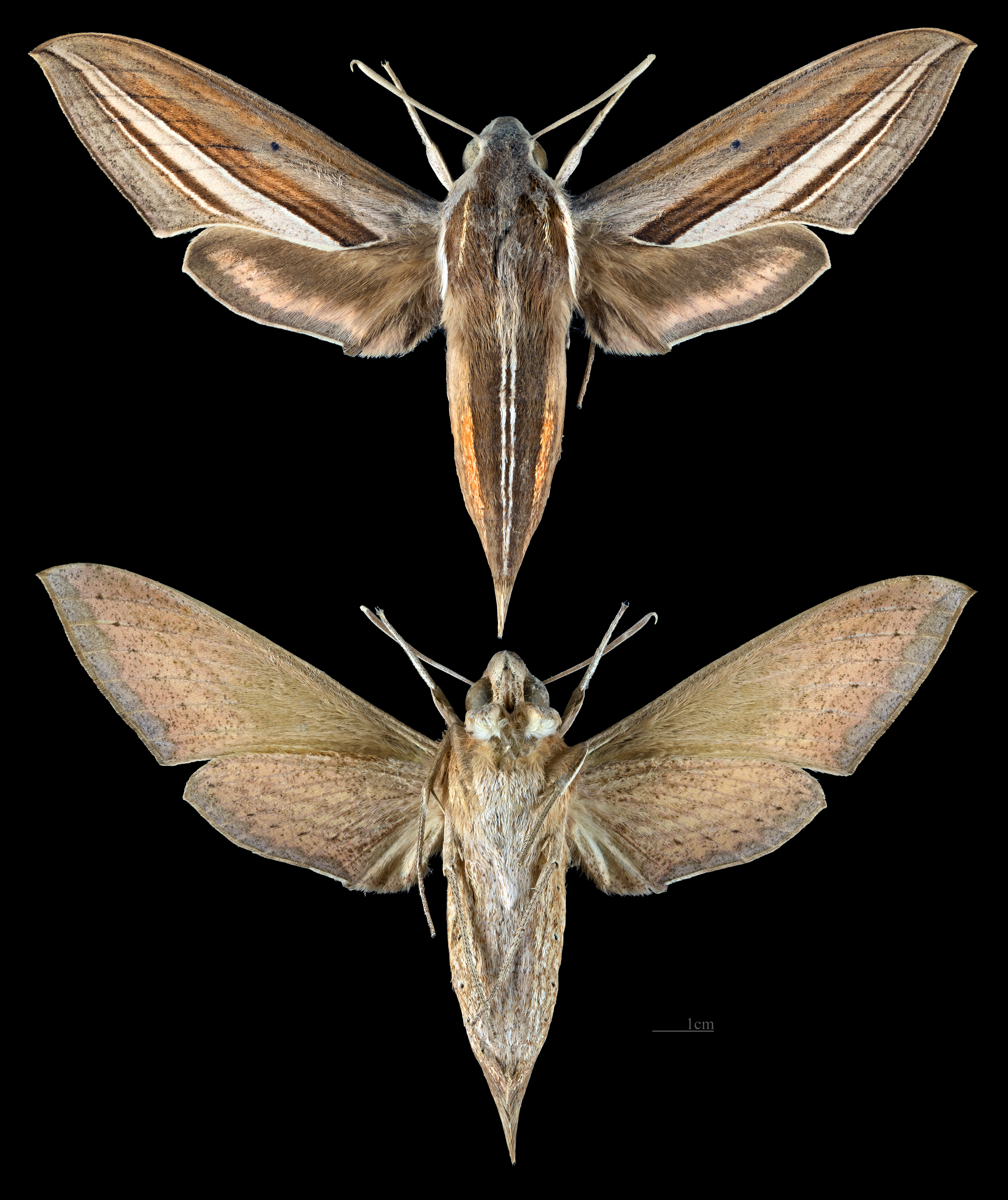
Theretra oldenlandiae
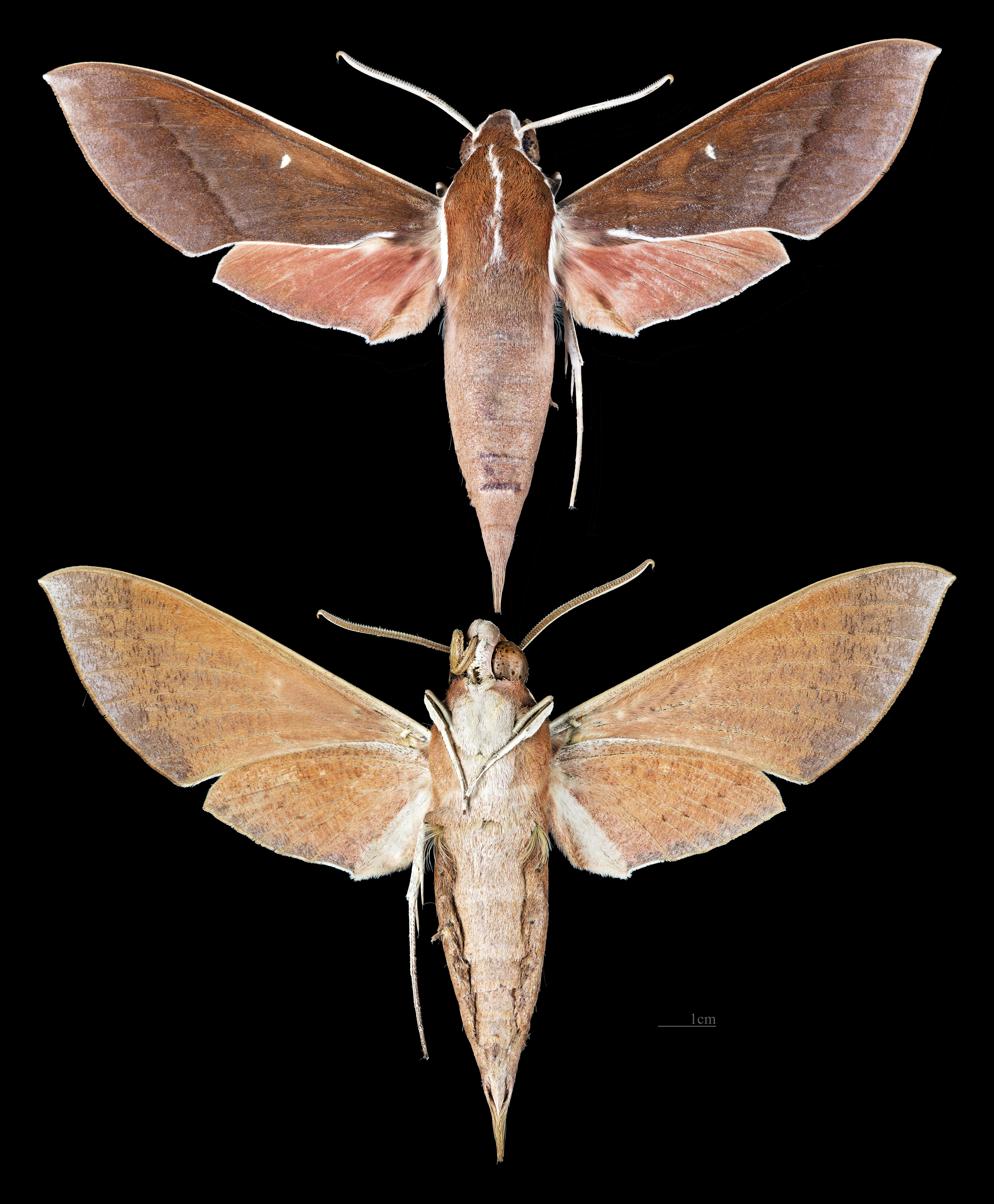
Theretra pallicosta
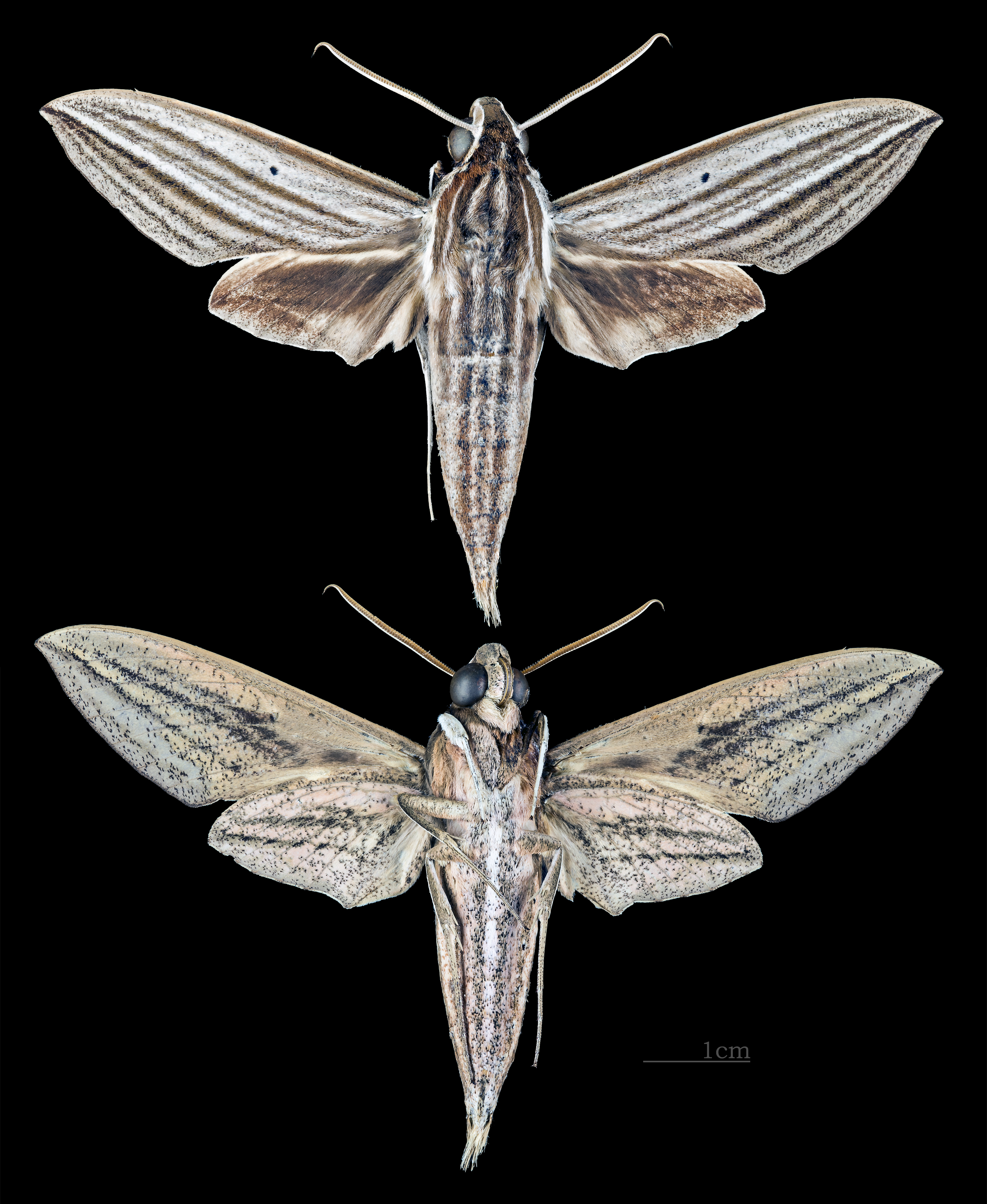
Theretra polistratus
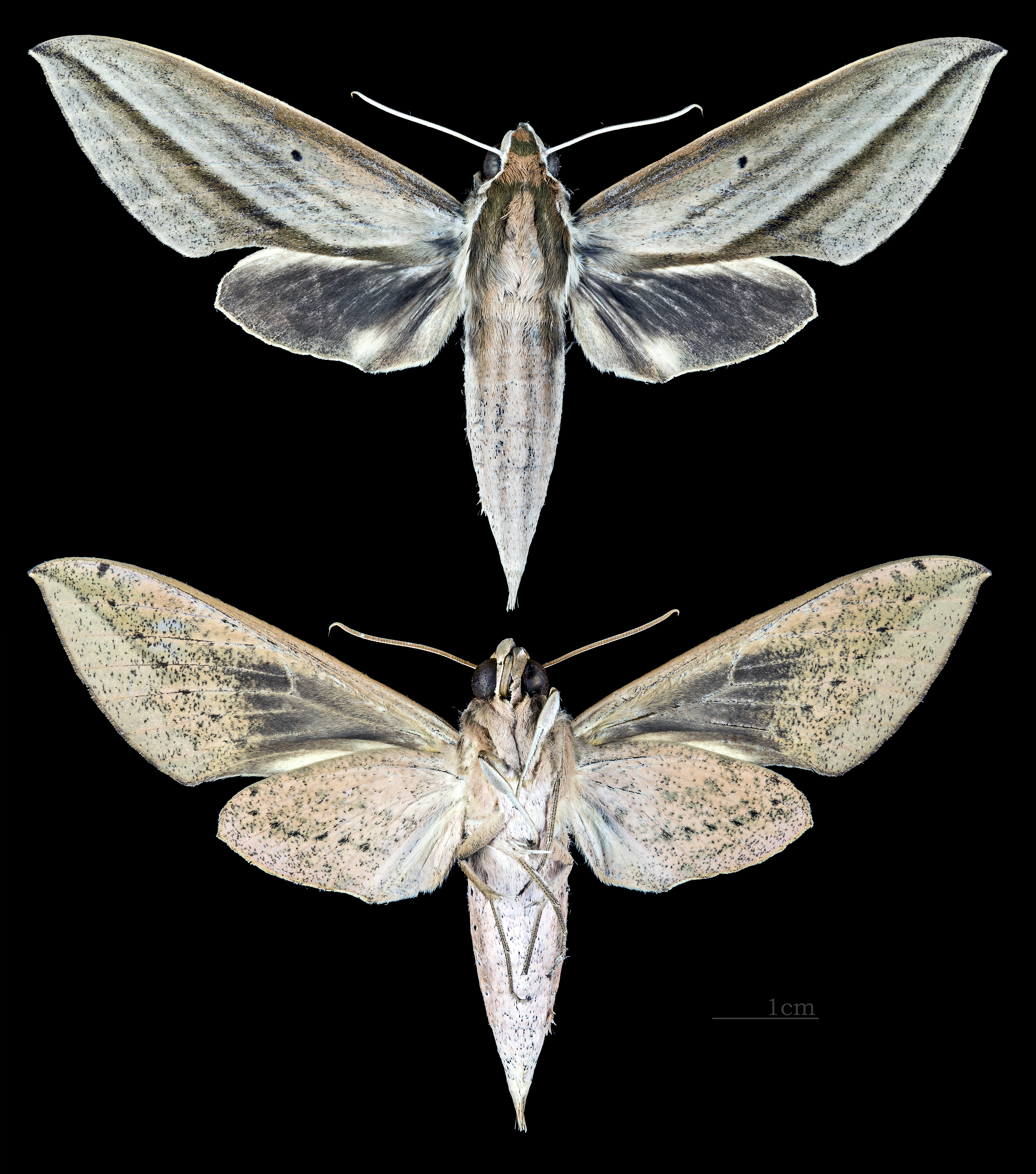
Theretra queenslandi
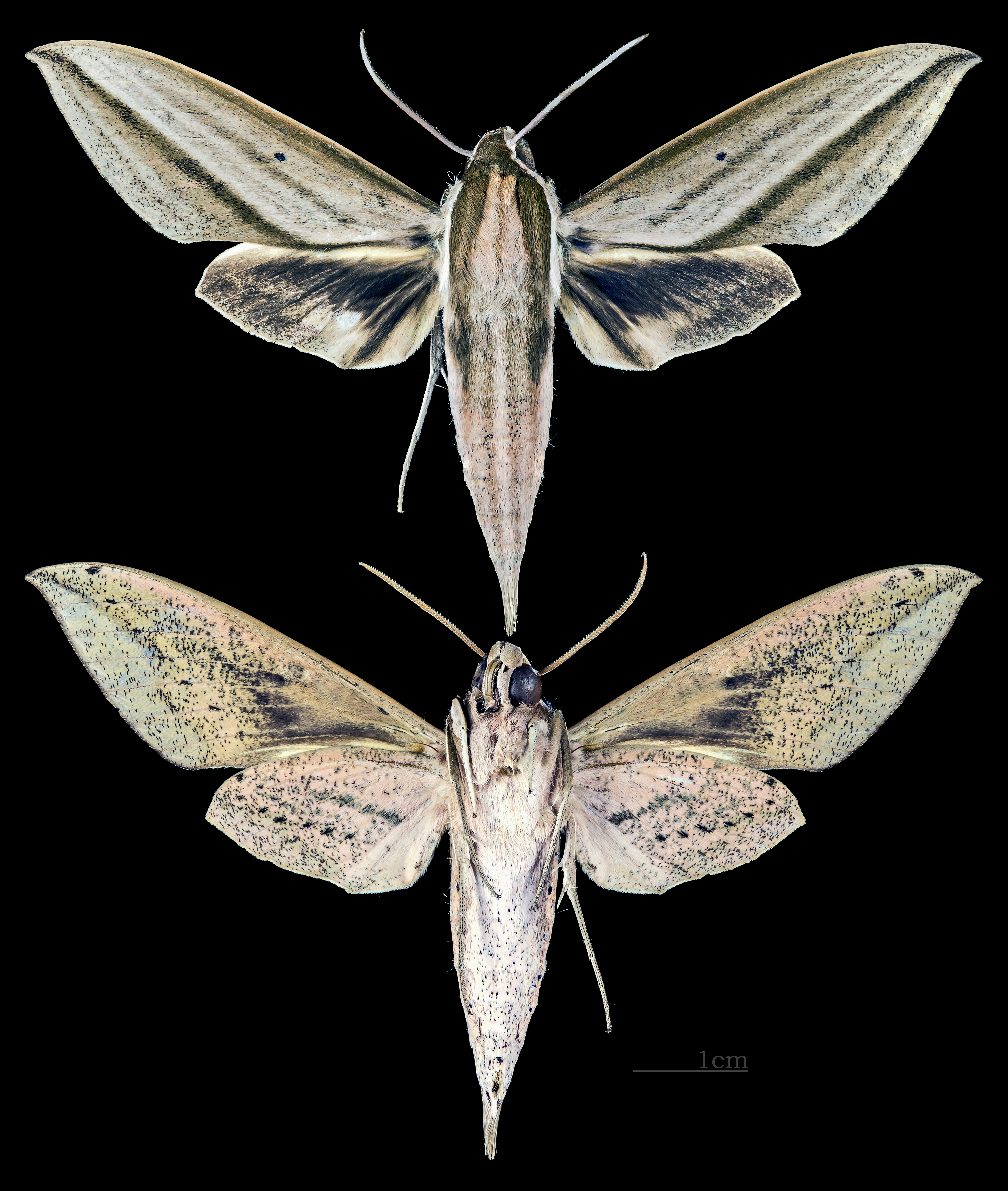
Theretra radiosa
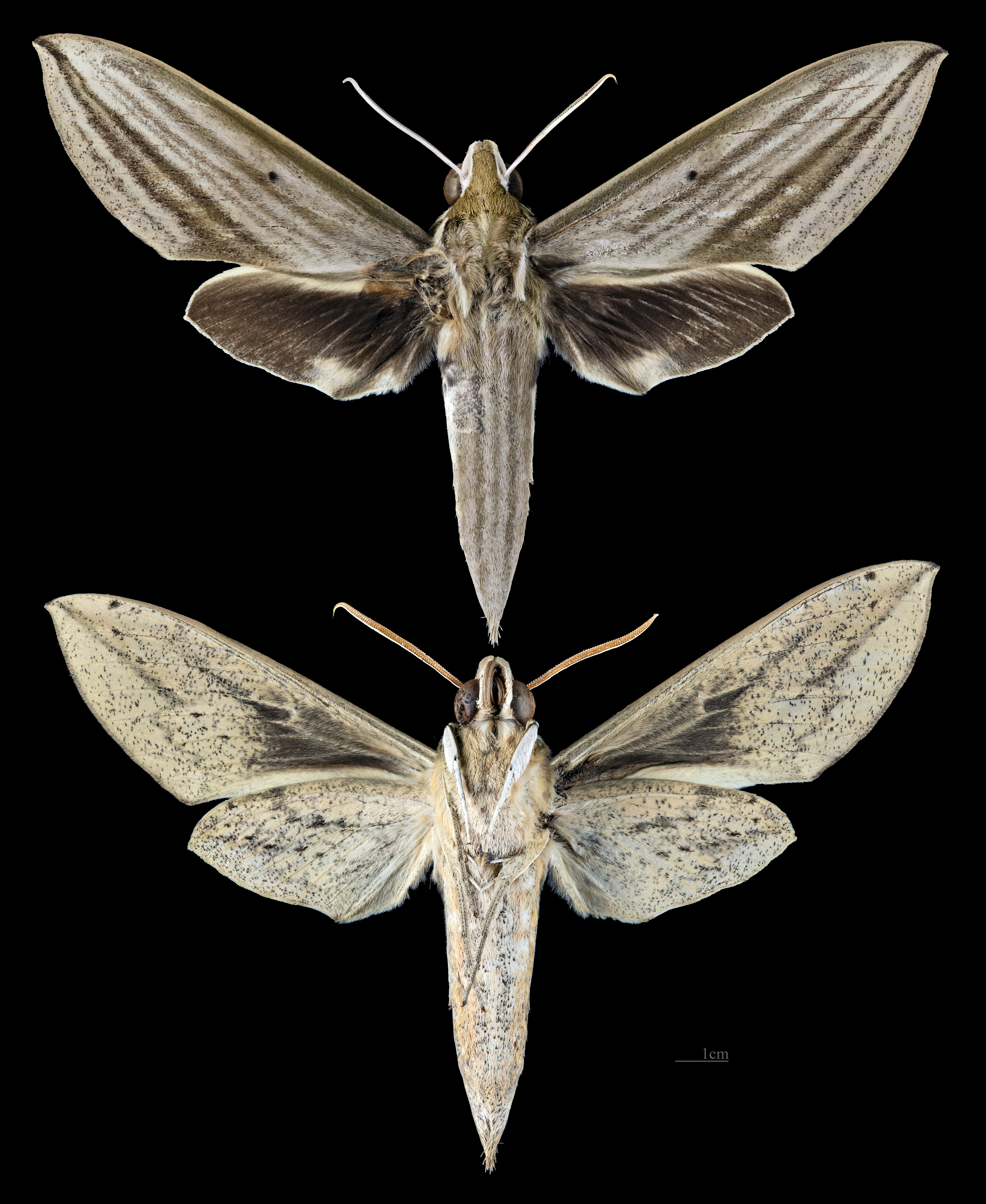
Theretra rhesus
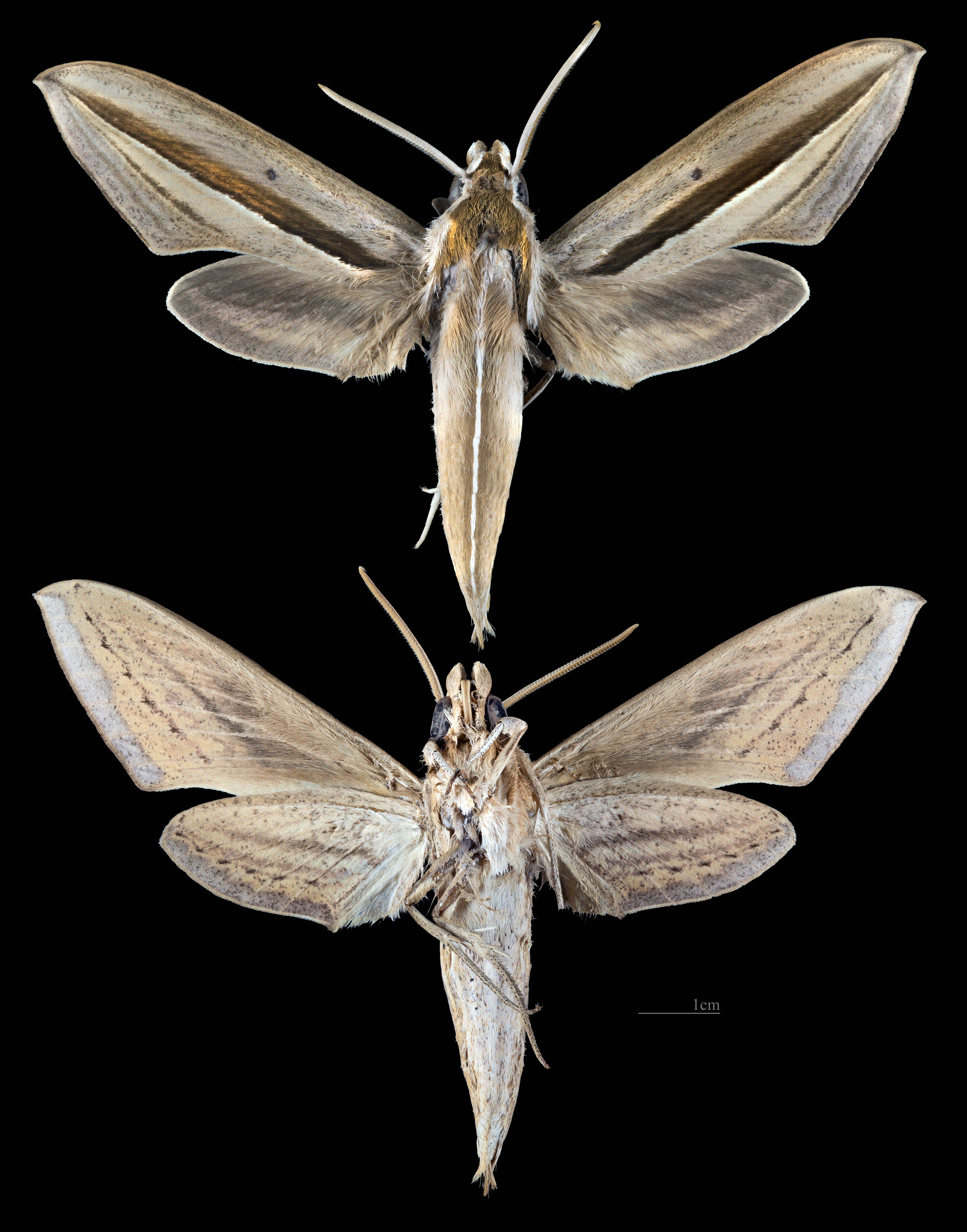
Theretra silhetensis
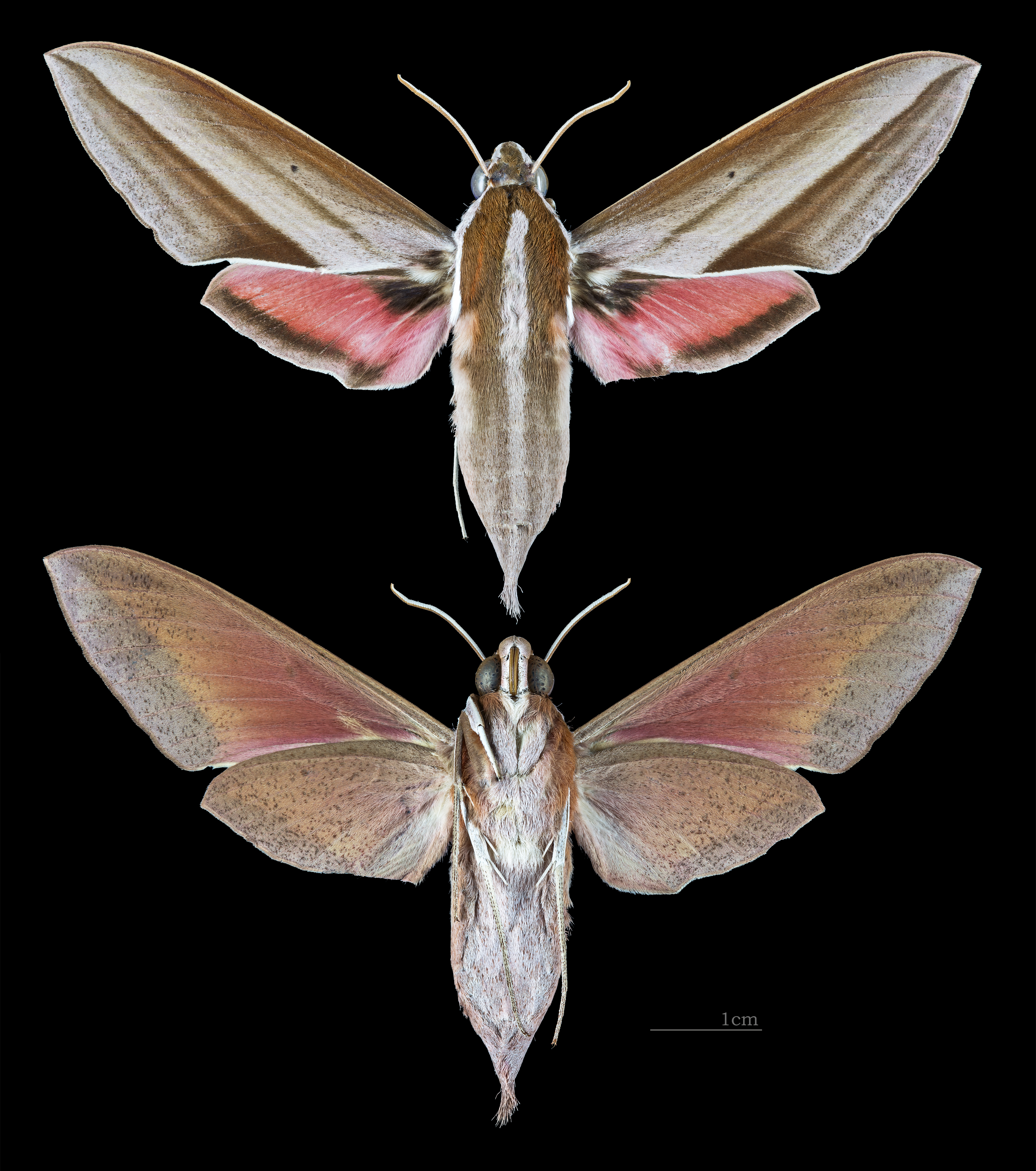
Theretra suffusa
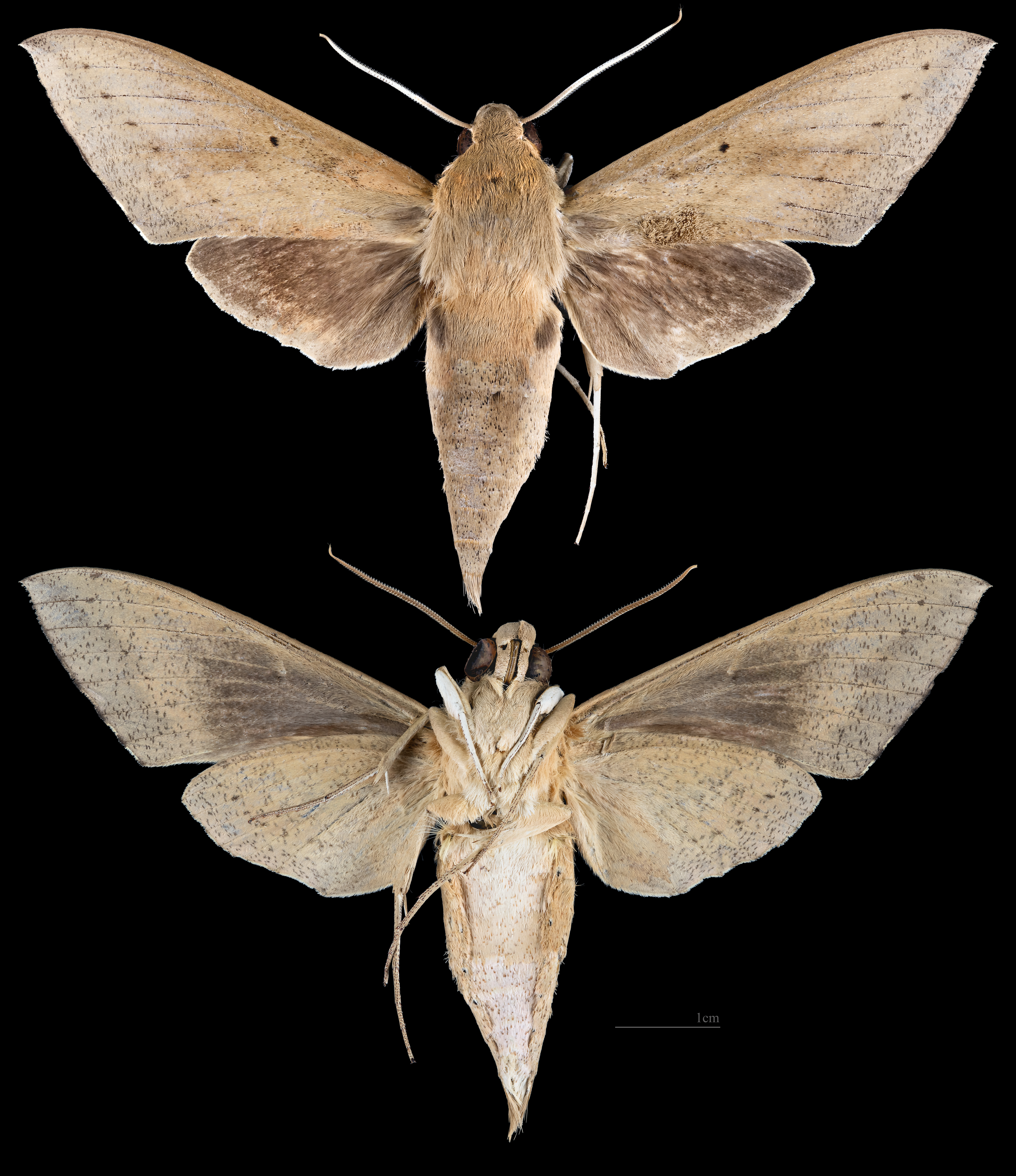
Theretra tryoni

## Belege